# مقاطعة دنجوريو
مقاطعة دنجوريو (بالصومالية: Degmada Dangorayo)‏ هي إحدى مقاطعات محافظة نوجال شمال شرق الصومال، عاصمتها دنجوريو.